# Ternat, Haute-Marne
Ternat är en kommun i departementet Haute-Marne i regionen Grand Est (tidigare regionen Champagne-Ardenne) i nordöstra Frankrike. Kommunen ligger i kantonen Auberive som tillhör arrondissementet Langres. År 2022 hade Ternat 60 invånare.

## Befolkningsutveckling
Antalet invånare i kommunen Ternat
| Referens: INSEE |